# T di Student multivariata
In statistica, la distribuzione t di Student multivariata è una distribuzione di probabilità multivariata. È una generalizzazione a vettori casuali della distribuzione t di Student, che è una distribuzione applicabile alle variabili casuali univariate. Mentre il caso di una matrice aleatoria potrebbe essere trattato all'interno di questa struttura, la distribuzione t di Student per matrici è distinta e fa particolare uso della struttura della matrice. 

## Definizione
Un metodo comune di costruzione di una distribuzione t di Student multivariata, per il caso di {\displaystyle p} dimensioni, si basa sull'osservazione che se {\displaystyle \mathbf {y} } e {\displaystyle u} sono indipendenti e distribuiti come {\displaystyle {\mathcal {N}}({\mathbf {0} },{\boldsymbol {\Sigma }})} e {\displaystyle \chi _{\nu }^{2}} (cioè distribuzioni multivariate normali e chi-quadrate ) rispettivamente, la matrice {\displaystyle \mathbf {\Sigma } \,} è una matrice p × p e {\displaystyle {\mathbf {y} }/{\sqrt {u/\nu }}={\mathbf {x} }-{\boldsymbol {\mu }}}, poi {\displaystyle {\mathbf {x} }} ha densità 
{\displaystyle {\frac {\Gamma \left[(\nu +p)/2\right]}{\Gamma (\nu /2)\nu ^{p/2}\pi ^{p/2}\left|{\boldsymbol {\Sigma }}\right|^{1/2}}}\left[1+{\frac {1}{\nu }}({\mathbf {x} }-{\boldsymbol {\mu }})^{T}{\boldsymbol {\Sigma }}^{-1}({\mathbf {x} }-{\boldsymbol {\mu }})\right]^{-(\nu +p)/2}}
e si dice che sia distribuita come una t di Student multivariata con parametri {\displaystyle {\boldsymbol {\Sigma }},{\boldsymbol {\mu }},\nu } . Si noti che {\displaystyle \mathbf {\Sigma } } non è la matrice di covarianza poiché la covarianza è data da {\displaystyle \nu /(\nu -2)\mathbf {\Sigma } } (per {\displaystyle \nu >2}). 
Nel caso speciale {\displaystyle \nu =1}, la distribuzione è una distribuzione di Cauchy multivariata.